# Joe Penny
Joseph Edward Penny Jr., conosciuto come Joe Penny (Londra, 24 giugno 1956), è un attore britannico.
Attivo principalmente sul piccolo schermo, è conosciuto per il ruolo di Nick Ryder nella serie investigativa Riptide dal 1984 al 1986 e per il ruolo di Jake Styles nella serie tv Due come noi dal 1987 al 1992.
Penny è apparso anche in numerose altre serie televisive, tra cui CHiPs, Il tocco di un angelo, Walker Texas Ranger, Matlock e Settimo cielo, I Soprano e, più recentemente, CSI: Scena del crimine , CSI: Miami e Cold Case - Delitti irrisolti (2009-2010).

## Filmografia parziale

### Cinema
- Two Against Time (2002)

### Televisione
- CHiPs – serie TV (1978)
- I giorni del padrino (The Gangster Chronicles) – serie TV (1981)
- Riptide – serie TV (1984-1986)
- Matlock – serie TV (1986)
- Perry Mason: Assassinio in diretta (Perry Mason: The Case of the Shooting Star) – film TV (1986)
- Ai confini della realtà (The Twilight Zone) – serie TV, episodio 2x11 (1986)
- Due come noi (Jake and the Fatman) – serie TV (1987-1992)
- Il tocco di un angelo (Touched By An Angel) – serie TV (1995)
- Un detective in corsia (Diagnosis: Murder) – serie TV (1998)
- Walker Texas Ranger – serie TV (1999)
- I Soprano (The Sopranos) – serie TV (2000) - Vic Musto
- Settimo cielo (7th Heaven) – serie TV (2003)
- CSI: Scena del crimine (CSI: Crime Scene Investigation) – serie TV, episodio 7x23 (2007)
- Il tempo della nostra vita (Days of our Lives) – soap opera (2008)
- CSI: Miami – serie TV (2008)
- Cold Case - Delitti irrisolti (Cold Case) – serie TV (2009-2010)

## Doppiatori italiani
Nelle versioni in italiano delle opere in cui ha recitato, Joe Penny è stato doppiato da:
- Luigi La Monica in Riptide, Jane Doe, CSI: Miami
- Teo Bellia in Due come noi (st. 1-2)
- Vittorio Guerrieri in Due come noi (st. 3-5)
- Carlo Marini ne I Soprano
- Luca Ward in CSI - Scena del crimine
- Saverio Indrio in Cold Case - Delitti irrisolti